# Harold und die Zauberkreide
Harold und die Zauberkreide (Originaltitel Harold and the Purple Crayon) ist ein teilweise animierter Fantasyfilm von Carlos Saldanha. Der Film basiert auf dem gleichnamigen Kinderbuch von Crockett Johnson aus dem Jahr 1955 und erzählt die Geschichte eines neugierigen Vierjährigen, der mit seinem magischen, lila Stift die Macht hat, eine eigene Welt zu erschaffen und eine abenteuerliche Mission antritt. Die Veröffentlichung des Films war Ende Juni 2023 durch Sony und Columbia Pictures geplant. Im August 2024 kam der Film in die US-amerikanischen und die deutschen Kinos.

## Literarische Vorlage
Der Film basiert auf dem Kinderbuch Harold and the Purple Crayon von Crockett Johnson aus dem Jahr 1955. In einer deutschen Übersetzung wurde es unter dem Titel Ich mach mir meine eigene Welt veröffentlicht. Das Buch befindet sich in dem literarischen Nachschlagewerk 1001 Kinder- und Jugendbücher – Lies uns, bevor Du erwachsen bist!, das von Julia Eccleshare, Kinderbuchredakteurin der britischen Zeitung The Guardian, zusammengestellt wurde, und beeinflusste auch Schriftsteller wie Chris Van Allsburg bei ihrer Arbeit.

## Handlung
In "Harold und die Zauberkreide" lebt der junge Harold in einer fantastischen Welt, die er mit seinem magischen lila Wachsmalstift gestalten kann. Alles, was Harold zeichnet, wird lebendig. Als sein Erzähler, den er als "alten Mann" bezeichnet, eines Tages mysteriös verschwindet, entscheidet sich Harold, eine Tür in die reale Welt zu zeichnen, um nach ihm zu suchen. Harold wird von seinem Freund Elch begleitet, während seine Freundin Stachelschwein zunächst zurückbleibt und später den beiden in die reale Welt nachfolgt.
In der realen Welt werden Harold und Elch versehentlich von Terri, einer Mutter, die einen Sohn mit kreativer Fantasie namens Mel hat, angefahren. Terri lässt sie über Nacht bleiben, nachdem Harold heimlich durch das Zeichnen eines neuen Reifens den platten Reifen ihres Autos repariert hat. Mel freundet sich heimlich mit Harold an und erhält von ihm ein Stück seiner Zauberkreide.
Am nächsten Morgen müssen Harold und Elch das Haus verlassen, während Mel zur Schule geht. Mel folgt ihnen heimlich und hilft ihnen bei der Suche nach dem verschwundenen Erzähler. Die drei besuchen eine Bibliothek, wo sie Gary Natwick treffen, einen Bibliothekar, der an einem komplexen Fantasy-Roman arbeitet und eine geheime Schwäche für Terri hat. Gary kann ihnen nicht bei der Suche helfen, da die Informationen über den alten Mann zu vage sind. Harold zeichnet daraufhin ein Flugzeug, das Terris Telefonnummer in den Himmel schreibt, in der Hoffnung, dass der alte Mann anruft.
Während Terri wegen eines Vorfalls zur Schule ihres Sohnes gerufen wird, richten Mel Harold und Elch bei ihrem Arbeitsplatz, einem Kaufhaus, Chaos an. Daraufhin wird Terri entlassen, was sie jedoch nicht sehr stört, da sie dort ohnehin unglücklich war. Harold, Moose, Terri und Mel besuchen den Stadtplatz, wo Harold ein Klavier für Terri zeichnet, weil er erfahren hat, dass sie heimlich Pianistin werden möchte. Gary findet unterdessen heraus, aus welchem Buch Harold stammt, und entdeckt, dass der Autor des Buches, also der alte Mann, Crockett Johnson heißt.
Stachelschwein wird wegen eines Einbruchs verhaftet. Harold und Moose befreien sie, indem sie einen Abrissbagger zeichnen. Sie finden Crockett Johnsons Haus, müssen jedoch feststellen, dass dieser verstorben ist und das Haus ein Museum im Andenken an den Autor. Harold ist verzweifelt und alles, was er gezeichnet hat, beginnt zu verschwinden.
Gary, der inzwischen Harolds Crayon erbeutet hat, sperrt Harold und Mel in sein Büro und verwandelt sich in einen Krieger aus seiner Fantasiewelt. Mel befreit sich und Harold mithilfe des Crayon-Stücks, das Harold ihm gegeben hatte. In einem letzten Kampf gegen Gary, der die Crayon-Macht nutzt, um seine Fantasiewelt zu erschaffen, ruft Mel seine imaginäre Kreatur Carl, um Gary zu besiegen und die Zauberkreide zurückzubekommen. Harold zeichnet Gary eine Tür, um ihm den Eintritt in seine Fantasiewelt zu ermöglichen.
Am Ende besuchen Harold, Elch, Stachelschwein, Terri und Mel das Museum, das Crockett Johnsons Werke ausstellt. Harold entdeckt, warum er erschaffen wurde, und kehrt mit seinen Freunden in seine eigene Welt zurück. Mel verabschiedet sich von Harold und überreicht ihm ein neues Set mit bunten Malstiften.

## Produktion

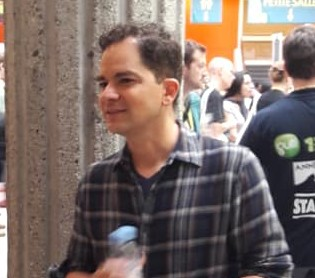
Regisseur Carlos Saldanha

Regie führte Carlos Saldanha. Es handelt sich bei Harold and the Purple Crayon um Saldanhas achten Langfilm, dessen Animationsfilme Ferdinand: Geht STIERisch ab! und Scrats neue Abenteuer jeweils für einen Oscar nominiert waren. David Guion und Michael Handelman adaptierten Johnsons Roman für den Film.
Die Filmmusik komponierte Batu Sener. Zum US-Kinostart veröffentlichte Madison Gate Records den Song Colors, geschrieben, produziert und performt von Boots Ottestad feat. Jordy Searcy als Download. Am gleichen Tag wurde die Filmmusik von Sener veröffentlicht.
Die Veröffentlichung des Films war Ende Juni 2023 durch Sony und Columbia Pictures geplant. Am 2. August 2024 kam der Film in die US-Kinos und am 22. August 2024 in die deutschen Kinos.

## Rezeption
Die Kritiken fielen gemischt, tendenziell aber überwiegend negativ aus.
Die weltweiten Einnahmen des Films aus Kinovorführungen belaufen sich auf 28,4 Millionen US-Dollar.
Zachary Levi erhielt für seine Darbietung im Rahmen der Verleihung der Goldenen Himbeere 2025 eine Nominierung als schlechtester Schauspieler.